# Seznam urugvajskih pisateljev
Seznam urugvajskih pisateljev.

## A
- Eduardo Acevedo Díaz
- Jorge Alfonso
- Enrique Amorim

## B
- Mario Benedetti

## G
- Eduardo Galeano (1940–2015)

## O
- Juan Carlos Onetti

## P
- Carmen Posadas

## Q
- Horacio Quiroga

## R
- José Enrique Rodó

## V
- Carlos Páez Vilaró